# Cy Girls
Cy Girls (conocido en Japón como COOL GIRL) es un videojuego de aventura de acción y disparos en tercera persona desarrollado y publicado por Konami para la consola PlayStation 2 en el año 2004. El videojuego está basado en una serie de figuras de acción producidas por Takara Tomy.

## Argumento
Ambientado en el año 2035, se produce un fallo en el suministro de electricidad de las placas y satélites espaciales causando el mayor apagón en todo el mundo, lo que en consecuencia provoca la peor crisis económica y política que se recuerde en la historia de la humanidad. Ese día fue bautizado como "El Lunes Maldito".
El motivo del apagón es debido a un grupo de hackers informáticos, que boicotearon el suministro de las placas que producían la energía eléctrica del planeta. Así pues, los gobiernos de todo el mundo ordenaron la desaparición de Internet para evitar desastres como este en el futuro. En su lugar se creó Cy-D, un ciberespacio controlado minuciosamente por grandes corporaciones las 24 horas.
Las corporaciones pasaron no solo a tener el control del mundo, sino que además controlan toda la sociedad. Para ello, crearon nuevas armas de gran poder y soldados creados artificialmente. Es a partir de ahora cuando las dos protagonistas del juego hacen acto de presencia para solucionar este gravísimo problema.

## Sistema de juego
El juego está protagonizado por dos mujeres: Ice, experta tiradora que utiliza cualquier arma de fuego; y Aska (Asuka en Japón), una kunoichi que ataca cuerpo a cuerpo. Ambas féminas forman parte del comando Cy Girls.
La historia de Cy Girls está dividida en dos DVD, uno para cada protagonista (el disco azul pertenece a Ice, mientras que el rojo es para Aska). Los dos discos cuentan la misma historia desde diferentes puntos de vista, y en determinados momentos, las historias de ambas se entrelazan. Es necesario jugar ambos discos para conocer la historia en profundidad. Cada disco parece un juego independiente con respecto al otro, ya que el sistema de juego es totalmente distinto entre ellos. El disco azul, protagonizado por Ice, es un juego de aventuras, acción y disparos en tercera persona. El disco rojo, protagonizado por Aska, predominan los saltos sobre plataformas, carreras por paredes y peleas cuerpo a cuerpo mediante espadas. 
Tanto Ice como Aska pueden infiltrarse a la red para hackear sistemas, descargar archivos o modificar elementos del escenario. También les permite ver el historial de conversaciones de otras personas, investigar correos electrónicos, entre otras muchas más acciones.

## Recepción y crítica
El juego recibió del sitio web Metacritic una puntuación de 53. La puntuación media de los usuarios fue de 8,3.
Gamestats le otorgó una puntuación de 6,1. La puntuación media de los usuarios fue de 6,4. En GameRankings Cy Girls recibió una puntuación 55,42% basado en 35 críticas.

## Apariciones en otros videojuegos
Aska apareció como personaje oculto en el juego DreamMix Fighters World TV para PlayStation 2 y Nintendo GameCube.
- Datos: Q5197304